# Nastro d'argento - Grandi Serie alla migliore attrice non protagonista
Il Nastro d'argento - Grandi Serie alla migliore attrice non protagonista è un riconoscimento italiano assegnato annualmente dal Sindacato nazionale giornalisti cinematografici italiani a partire dal 2022 alla migliore attrice non protagonista in una serie o miniserie televisiva italiana.

## Vincitori e candidati
I vincitori sono indicati in grassetto, a seguire gli altri candidati.

### Anni 2022-2029
- 2022
  - Ambra Angiolini - Le fate ignoranti (ex aequo)
  - Anna Ferzetti - Le fate ignoranti (ex aequo)
  - Monica Guerritore - Vita da Carlo, Speravo de morì prima (ex aequo)
  - Silvia D'Amico - Christian
  - Lucia Mascino - I delitti del BarLume
  - Isabella Ragonese - Il re
- 2023
  - Valentina Bellè - The Good Mothers
  - Selene Caramazza - The Bad Guy
  - Emanuela Fanelli - Call My Agent - Italia
  - Daniela Marra - Esterno notte
  - Pina Turco - La vita bugiarda degli adulti
- 2024
  - Linda Caridi - Supersex
  - Michela Cescon - Blanca
  - Ludovica Martino - Vita da Carlo
  - Ottavia Piccolo - Un amore
  - Carla Signoris - Monterossi - La serie
- 2025
  - Valeria Bruni Tedeschi - L'arte della gioia (ex aequo)
  - Jasmine Trinca - L'arte della gioia (ex aequo)
  - Selene Caramazza - The Bad Guy
  - Carlotta Gamba - Dostoevskij
  - Maria Paiato - Vita da Carlo
  - Anna Rita Vitolo - L'amica geniale